# 망종
| 24절기 - 입춘 - 우수 - 경칩 - 춘분 - 청명 - 곡우 - 입하 - 소만 - 망종 - 하지 - 소서 - 대서 - 입추 - 처서 - 백로 - 추분 - 한로 - 상강 - 입동 - 소설 - 대설 - 동지 - 소한 - 대한 ← ↓ → ↑ | 24절기 - 입춘 - 우수 - 경칩 - 춘분 - 청명 - 곡우 - 입하 - 소만 - 망종 - 하지 - 소서 - 대서 - 입추 - 처서 - 백로 - 추분 - 한로 - 상강 - 입동 - 소설 - 대설 - 동지 - 소한 - 대한 ← ↓ → ↑ | 24절기 - 입춘 - 우수 - 경칩 - 춘분 - 청명 - 곡우 - 입하 - 소만 - 망종 - 하지 - 소서 - 대서 - 입추 - 처서 - 백로 - 추분 - 한로 - 상강 - 입동 - 소설 - 대설 - 동지 - 소한 - 대한 ← ↓ → ↑ |
| 황경 | 절기 | 양력 |
| --- | --- | --- |
| 봄 | | |
| 315° | 입춘 | 2/3~5 |
| 330° | 우수 | 2/18~19 |
| 345° | 경칩 | 3/5~6 |
| 0° | 춘분 | 3/20~21 |
| 15° | 청명 | 4/4~5 |
| 30° | 곡우 | 4/20~21 |
| 여름 | | |
| 45° | 입하 | 5/5~6 |
| 60° | 소만 | 5/21~22 |
| 75° | 망종 | 6/5~6 |
| 90° | 하지 | 6/21~22 |
| 105° | 소서 | 7/7~8 |
| 120° | 대서 | 7/22~23 |
| 가을 | | |
| 135° | 입추 | 8/7~8 |
| 150° | 처서 | 8/22~24 |
| 165° | 백로 | 9/7~8 |
| 180° | 추분 | 9/22~23 |
| 195° | 한로 | 10/8~9 |
| 210° | 상강 | 10/23~24 |
| 겨울 | | |
| 225° | 입동 | 11/7~8 |
| 240° | 소설 | 11/22~23 |
| 255° | 대설 | 12/7~8 |
| 270° | 동지 | 12/21~22 |
| 285° | 소한 | 1/5~6 |
| 300° | 대한 | 1/19~21 |

망종(芒種)은 24절기 중 하나로 벼나 보리 등 수염이 있는 곡식의 씨앗을 뿌리기에 좋은 때라는 뜻이다. 태양 황경이 75도가 되는 때이다. 양력으로는 6월 6일 전후다. 

## 어원
망종(芒種)의 망(芒)은 벼처럼 까끄라기가 있는 곡물을, 종(種)은 씨앗을 말한다. 까끄라기 곡식을 뿌리기 적당한 계절이란 뜻이다.

## 풍속
예로부터 "보리는 익어서 먹게 되고, 볏모는 자라서 심게 되니 망종이다" "망종에는 햇보리를 먹을 수 있다"는 말이 있을 만큼 보리베기·모내기로 몹시 바쁜 시절이다.
또한 제사나 기우제를 지내기도 했다.
[後漢書  卷85 東夷列傳 75,韓 ]
[原文] ; 常以五月田竟 祭鬼神 晝夜酒會 群聚歌舞 舞이數十人相隨류地爲節 十月農功畢    亦復如之,
(마한)해마다 5월에 농사일을 마치고 귀신에 제사지내는데 밤낮으로 술자리를 베풀고 떼를 지어 노래하고 춤춘다 춤출 때에는 수십 명이 줄을 서서 땅을 밟으며 장단을 맞춘다
10월에 추수를 마치고서도 이와 같이 한다
[晉書 卷 97  列傳 67 馬韓 ]
[原文] ; 俗信鬼神 常以五月耕種畢 群聚歌舞以祭神 至十月農事畢 亦如之,
풍속에 귀신을 믿어 해마다 오월에 씨뿌리기를 마치고 떼를 지어 노래하고 춤추는 것으로 귀신에게 제사지낸다 10월에 이르러 농사일을 마치고서도 이와 같이 한다
[高麗史 卷 50 志 4 曆 宣明曆 上 ]
[原文] ; 芒種五月節 離六三 螳螂生 鵙(격)始鳴 反舌無聲,
망종(芒種)은 5월 절기이다  괘(卦)는 리(離) 육이(육(六二)이다
초후에 사마귀가 생겨난다  차후에 왜가리가 울기 시작한다  말후에 반설새가 울지않는다
[高麗史 卷 51 志 5 曆 授時曆 上]
[原文] ; 五月 芒種五月節 夏至 五月中 螳螂生 鵙(격)始鳴 反舌無聲 鹿角解 蜩始鳴 半夏生,
망종(芒種)은 5월의 절기(節氣)이며 하지(夏至)는 5월의 중기(中期)이다
사마귀가 생겨나고 왜가리가 울기 시작한다  반설새는 울지 않으며  사슴이 뿔을 간다
매미가 울며 반하가 나기 시작 한다
[ 漏籌通儀 (물시계)]
하지후 6일이 하지이후(夏至二候)이고  하지 전6일이 망종삼후(芒種三候) 인데 그 주야의 각분이 상등하고 상대하므로 제36전(箭)을 함께쓴다 나머지 절후도 다 이와 같다,
(누주(漏籌)=물시계,24기(氣)를 72후(候)로 세분,金泳이 敎命을 받들어 저술,[書雲觀誌])
[ 朝鮮王朝實錄(文宗朝) ]
예조에서 아뢰기를 “이제 농사철을 당하여 비가 때를 어기니 청컨대 오는 5월 초 1일에 기우제를 시행하소서”하니 승정원에 전교하기를 “대저 망종(芒種) 이후 하지(夏至) 이전 10일 안에 비가 내리면 이것을 때맞은 비라 하는데 요 몇해에는 매양 4,5월 사이에 비가 오지 않을 때 마다 기도를 행하였다, 이제 비록 비가 내리지 않으나 어찌 이를 가뭄이라 할수 있 겠는가 아직 천천히 하는 것이 어떠한가 하였다 (문종실록 7 ; 19 가 원년4,갑오26)

## 기타
- 천문학적으로는 춘분, 하지, 추분, 동지 등 4개만 큰 의미가 있을 뿐, 나머지 20개는 특별한 명칭과 의미가 없다. 더 정확하게 말하면, 천문학에서는 춘분점, 하지점, 추분점, 동지점 등 4개만 있고, 나머지 20개에 대응하는 명칭이나 용어가 없다.[2]
- 또한, 춘분, 하지, 추분, 동지 등 4개는 기상현상이 아니라 천문현상으로서, 이들 4개는 기후변화와 관계없다.[3]

## 같이 보기
- 현충일
- 적경 (24절기에 따른 태양의 적경 참고)
  - 춘분, 하지, 추분, 동지 등 4개만 태양의 적경과 황경이 일치하고, 나머지 20개는 일치하지 않음.
- 적위 (24절기에 따른 태양의 적위, 태양의 위치, 낮의 길이 (일출~일몰), 낮의 비율 참고)
  - 춘분 (또는 춘분점) (태양의 적위 0°, 태양의 위치 적도, 하루 24시간 중 낮이 차지하는 비율 약 50%)
  - 하지 (또는 하지점) (태양의 적위 +23.4°, 태양의 위치 북회귀선, 하루 24시간 중 낮이 차지하는 비율 약 60%)
  - 추분 (또는 추분점) (태양의 적위 0°, 태양의 위치 적도, 하루 24시간 중 낮이 차지하는 비율 약 50%)
  - 동지 (또는 동지점) (태양의 적위 -23.4°, 태양의 위치 남회귀선, 하루 24시간 중 낮이 차지하는 비율 약 40%)

## 참고 문헌 및 링크
- 한국천문연구원 천문우주지식정보 → 생활천문관 → 월별 천문현상 에서는 춘분, 하지, 추분, 동지 등 4개만 절입시각이 표기돼 있고, 나머지 20개의 절입시각은 표기돼 있지 않다. (이는 한국천문연구원에서 매년 11월쯤에 발행하는 역서, 천문력(벽걸이용, 탁상용)을 통해서도 확인할 수 있다. 그리고 역서, 천문력(벽걸이용, 탁상용)은 구매하여 이용할 수 있다. (무료 아님)) 단, 한국천문연구원 천문우주지식정보 → 생활천문관 → 달력자료(월력요항) → 달력자료 에서는 나머지 20개의 절입시각도 확인할 수 있다.
- 이 문서에는 다음커뮤니케이션(현 카카오)에서 GFDL 또는 CC-SA 라이선스로 배포한 글로벌 세계대백과사전의 내용을 기초로 작성된 글이 포함되어 있습니다.